# Randall Park
Randall Park (Los Angeles, 23 marzo 1974) è un attore statunitense, noto per l'interpretazione di Louis Huang nella sitcom della ABC Fresh Off the Boat e per aver interpretato Kim Jong-un nel film The Interview.

## Biografia
Nato da genitori sudcoreani immigrati a Los Angeles; sua madre lavorava come contabile all'Università della California (University of California, Los Angeles - UCLA), mentre suo padre aveva un negozio di fotografia. Si è diplomato alla Alexander Hamilton High School, e in seguito ha frequentato la UCLA, dove si è laureato in inglese e in scrittura creativa; ha poi conseguito un master's degree in studi asioamericani.
Debutta come attore nel 2003, nel cortometraggio Dragon of Love. Nel corso degli anni è apparso in numerosi lungometraggi, tra cui A cena con un cretino (2010), L'amore all'improvviso - Larry Crowne (2011) e The Five-Year Engagement (2012).
È stato protagonista di numerose Web-Series per il canale Youtube "ThisIsChannel101", una delle quali era un melodramma girato all'interno di un IKEA chiamato IKEA Heights.
È apparso nel ruolo di guest star in numerose serie televisive, tra cui Curb Your Enthusiasm, New Girl, The Office, E.R. - Medici in prima linea, CSI - Scena del crimine, Las Vegas, iCarly e Cold Case - Delitti irrisolti. Tra il 2011 e il 2013 è apparso in un ruolo ricorrente nella serie televisiva Super Ninja. Dal 2012 al 2016 è apparso nel ruolo ricorrente di Danny Chung nella serie televisiva Veep - Vicepresidente incompetente. Nel 2014 è apparso in un ruolo minore nel film Cattivi vicini e ha recitato nei film Sex Tape - Finiti in rete e The Interview, dove ha interpretato il ruolo di Kim Jong-un.
Dal 2015 al 2020 è stato protagonista insieme a Constance Wu della sitcom Fresh Off the Boat, nel ruolo di Louis Huang.

## Vita privata
È sposato con l'attrice Jae Suh Park, insieme alla quale ha avuto una figlia, Ruby, nata nel 2012.

## Filmografia

### Cinema
- The People I've Slept With, regia di Quentin Lee (2009)
- A cena con un cretino (Dinner for Schmucks), regia di Jay Roach (2010)
- 41 anni vergine (The 41 Year Old Virgin Who Knocked Up Sarah Marshall and Felt Superbad About It), regia di Craig Moss (2010)
- L'amore all'improvviso - Larry Crowne (Larry Crowne), regia di Tom Hanks (2011)
- The Five-Year Engagement, regia di Nicholas Stoller (2012)
- Cattivi vicini (Neighbors), regia di Nicholas Stoller (2014)
- Sex Tape - Finiti in rete (Sex Tape), regia di Jake Kasdan (2014)
- They Came Together, regia di David Wain (2014)
- The Interview, regia di Seth Rogen e Evan Goldberg (2014)
- Un disastro di ragazza (Trainwreck), regia di Judd Apatow (2015)
- Everything Before Us, regia di Philip Wang (2015)
- The Meddler - Un'inguaribile ottimista (The Meddler), regia di Lorene Scafaria (2015)
- Sballati per le feste! (The Night Before), regia di Jonathan Levine (2015)
- The Hollars, regia di John Krasinski (2016)
- La festa prima delle feste (Office Christmas Party), regia di Will Speck e Josh Gordon (2016)
- The Disaster Artist, regia di James Franco (2017)
- Fottute! (Snatched), regia di Jonathan Levine (2017)
- Casa Casinò (The House), regia di Andrew Jay Cohen (2017)
- Ant-Man and the Wasp, regia di Peyton Reed (2018)
- Aquaman, regia di James Wan (2018)
- Non succede, ma se succede... (Long Shot), regia di Jonathan Levine (2019)
- Finché forse non vi separi (Always Be My Maybe), regia di Nahnatchka Khan (2019)
- Invitati per forza (The People We Hate at the Wedding), regia di Claire Scanlon (2022)
- Ant-Man and the Wasp: Quantumania, regia di Peyton Reed (2023) - cameo
- Totally Killer, regia di Nahnatchka Khan (2023)
- Aquaman e il regno perduto (Aquaman and the Lost Kingdom), regia di James Wan (2023)
- La notte arriva sempre (Night Always Comes), regia di Benjamin Caron (2025)

### Televisione
- Fastlane – serie TV, 1 episodio (2003)
- Reno 911! – serie TV, 1 episodio (2003)
- Las Vegas – serie TV, 1 episodio (2003)
- Alias – serie TV, 1 episodio (2004)
- E.R. - Medici in prima linea (ER) – serie TV, 1 episodio (2004)
- Dr. House - Medical Division (House, M.D.) – serie TV, episodio 2x02 (2005)
- Wild 'n Out – programma TV, 16 puntate (2005-2007)
- Four Kings – serie TV, 1 episodio (2006)
- Beautiful (The Bold and the Beautiful) – soap opera, 2 puntate (2006-2007)
- MADtv – serie TV, 3 episodi (2006-2007)
- Cold Case - Delitti irrisolti (Cold Case) – serie TV, 1 episodio (2007)
- iCarly – serie TV, 1 episodio (2008)
- The Sarah Silverman Program – serie TV, 1 episodio (2008)
- Eli Stone – serie TV, 1 episodio (2008)
- Provaci ancora Gary (Gary Unmarried) – serie TV, 1 episodio (2009)
- Curb Your Enthusiasm – serie TV, 1 episodio (2009)
- Community – serie TV, 2 episodi (2010, 2015)
- Svetlana – serie TV, 3 episodi (2010-2011)
- Super Ninja (Supah Ninjas) – serie TV, 27 episodi (2011-2013)
- CSI - Scena del crimine (CSI: Crime Scene Investigation) – serie TV, 1 episodio (2011)
- New Girl – serie TV, 1 episodio (2012)
- The Office – serie TV, 1 episodio (2012)
- Veep - Vicepresidente incompetente (Veep) – serie TV, 13 episodi (2012-2017)
- Mr. Box Office – serie TV, 1 episodio (2013)
- The Mindy Project – serie TV, 3 episodi (2013-2014)
- Newsreaders – serie TV, 3 episodi (2014)
- Robot Chicken – serie animata, 2 episodio (2014, 2018) – voce
- Fresh Off the Boat – serie TV, 116 episodi (2015-2020)
- Wet Hot American Summer: First Day of Camp – miniserie TV, 4 puntate (2015)
- Comedy Bang! Bang! – serie TV, 4 episodi (2015)
- Idiotsitter – serie TV, 1 episodio (2016)
- Childrens Hospital – serie TV, 1 episodio (2016)
- Dr. Ken – serie TV, 1 episodio (2016)
- Bajillion Dollar Propertie$ – serie TV, 1 episodio (2016)
- Michael Bolton's Big, Sexy Valentine's Day Special, regia di Akiva Schaffer e Scott Aukerman – speciale TV (2017)
- Love – serie TV, 2 episodi (2017)
- Angie Tribeca – serie TV, 1 episodio (2017)
- WandaVision – miniserie TV, 6 puntate (2021)
- Young Rock – serie TV, 29 episodi (2021-2023)
- Blockbuster – serie TV, 10 episodi (2022)
- The Residence – miniserie TV, 8 puntate (2025)
- Among Us – serie TV (2025) – voce

## Doppiatori italiani
Nelle versioni in italiano delle opere in cui ha recitato, Randall Park è stato doppiato da:
- Federico Di Pofi in The Five-Year Engagement, Ant-Man and the Wasp, WandaVision, Totally Killer
- Riccardo Scarafoni in Aquaman, Young Rock, Aquaman e il regno perduto
- Roberto Certomà in Veep - Vicepresidente incompetente, Wet Hot American Summer: First Day of Camp
- Gabriele Sabatini in Fresh Off the Boat, The Residence
- Massimiliano Plinio in Dr. House - Medical Division
- Paolo Vivio in Cold Case - Delitti irrisolti
- Nicola Braile in CSI - Scena del crimine
- Roberto Fedele in Cattivi vicini
- Vittorio De Angelis in The Interview
- Nanni Baldini in La festa prima delle feste
- Stefano Santerini in A cena con un cretino
- Oreste Baldini in Un disastro di ragazza
- Francesco Pezzulli in Love
- Marco Benvenuto in The Disaster Artist
- Marco Vivio in Finché forse non vi separi
- Gabriele Lopez ne La notte arriva sempre

Da doppiatore è sostituito da:
- Federico Di Pofi in Doggy Style - Quei bravi randagi